# Pierre Dubois-Maurin
Pierre Dubois-Maurin est un homme politique français né le 22 janvier 1735 à Jaujac (Ardèche) et décédé le 6 décembre 1801 au même lieu.

## Biographie
Fils d'un notaire, il est avocat, puis conseiller à la sénéchaussée de Villeneuve-de-Berg. Il est député du tiers état aux états généraux de 1789, où il défend surtout les intérêts de Villeneuve-de-Berg. Il est ensuite maire de cette commune, puis juge au tribunal criminel. Il se retire ensuite à Jaujac, dont il est maire jusqu'à sa mort. Il s'est beaucoup investi dans le développement de la culture de la soie dans le Bas-Vivarais.

## Sources
- « Pierre Dubois-Maurin », dans Adolphe Robert et Gaston Cougny, Dictionnaire des parlementaires français, Edgar Bourloton, 1889-1891 [détail de l’édition]